# Humita (mineral)
La humita és un mineral de la classe dels silicats, i dins d'aquesta pertany a l'anomenat grup de la humita. Va ser descoberta l'any 1813 prop de la muntanya Vesuvi, a la Campània (Itàlia), sent nomenada en honor d'Abraham Hume, polític anglès col·leccionista de gemmes i minerals.

## Característiques químiques

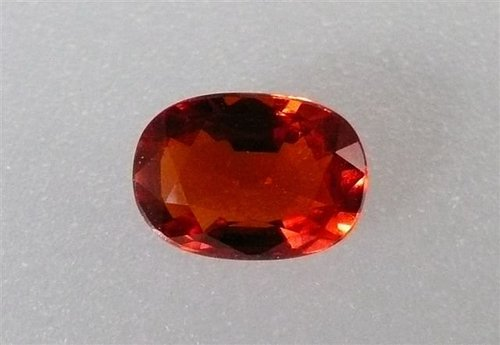
Gema de humita tallada.

Químicament és un nesosilicat de magnesi amb cations fluorur. És tan freqüent la presència d'impureses de ferro substituint en la fórmula parcialment al magnesi que per a alguns autors ho consideren part de la seva fórmula química; per a l'Associació Mineralògica Internacional es considera vàlida la fórmula pura sense ferro. La seva fórmula tradicional va ser: Mg₇(SiO₄)₃(F,OH)₂, fins a l'any 2021 en que va passar a ser: Mg₇(SiO₄)₃F₂, sense l'hidroxil.
El grup de la humita al qual pertany són tots nesosilicats amb cations de metall i anions com el fluor o el grup hidroxil en la seva estructura cristal·lina.
A més dels elements de la seva fórmula i de les esmentades impureses de ferro, sol portar com a impureses: titani, alumini, manganès i calci.

## Formació i jaciments
Pot trobar-se en jaciments de roques ígnies, comunament intercalat amb capes de clinohumita (Mg9(SiO₄)₄F₂).
Normalment se sol trobar en zones de metamorfisme de contacte en roques calcàries i dolomies associades amb roques ígnies de tipus fèlsic, o bé, més rarament, en roques plutòniques alcalines, especialment en aquelles zones en les quals el metasomatisme ha introduït elements químics com a ferro, bor i fluor.
Sol trobar-se associat a altres minerals com: grossulària, wol·lastonita, forsterita, monticel·lita, cuspidina, fluoborita, ludwigita, espinel·la, brucita, calcita, dolomita, serpentina, diòpsid, corindó, flogopita o pirrotina.

## Usos
Tallada com a gemma és cotitzada i usada en joieria.